# Xã Richmond, Quận Macomb, Michigan
Xã Richmond (tiếng Anh: Richmond Township) là một xã thuộc quận Macomb, tiểu bang Michigan, Hoa Kỳ. Năm 2010, dân số của xã này là 3.665 người.